# Paweł Cieślik
Pour les articles homonymes, voir Cieslik.
Paweł Cieślik, né le 12 avril 1986 à Poznań, est un coureur cycliste polonais.

## Biographie
Il arrête sa carrière à l'issue de la saison 2022.

## Palmarès

### Palmarès sur route
- 2004
  - Tour PACA juniors
  - 2e étape du Tour du Canton de Bretenoux
  - 1re étape du Tour de la Vallée de la Trambouze (contre-la-montre)
  - 3e du Tour du Valromey
- 2005
  - Triptyque de la Vallée de l'Ance :
    - Classement général
    - 1re, 2e (contre-la-montre) et 3e étapes

  - Grand Prix de la Vogue
  - Grand Prix des Foires d'Orval
  - 2e du Grand Prix de Puy-l'Évêque
  - 3e du Tour des Pays de Savoie
- 2007
  - Grand Prix du Souvenir - Tournon-Privas
  - 3e du Giro del Canavese
- 2010
  - 2e du championnat de Pologne de course de côte
- 2011
  - 4e étape du Tour de Slovaquie
  - 3e du championnat de Pologne de course de côte
- 2012
  - 2e étape du Tour of Malopolska
  - 7e étape du Bałtyk-Karkonosze Tour
  - 2e du Tour of Malopolska
- 2013
  - 8e étape du Bałtyk-Karkonosze Tour
  - 2e du Tour of Malopolska
  - 3e du Mémorial Henryk Łasak
- 2014
  - 2e étape du Tour de Haute-Autriche
  - Grand Prix Kralovehradeckeho kraje
  - 2e de l'Okolo Jižních Čech
  - 3e du Tour of Malopolska
  - 3e du Tour de Haute-Autriche
- 2015
  - 2e du Tour de Bohême de l'Est
  - 3e du Tour de Slovaquie
- 2017
  - 2e de la Course de Solidarność et des champions olympiques
- 2018
  - 2e du Tour of Malopolska
  - 3e du Bałtyk-Karkonosze Tour
- 2021
  - 2e du Tour of Malopolska
  - 2e d'In the footsteps of the Romans
- 2022
  - 2e du Mémoriał Jana Magiery

### Classements mondiaux
| Année                                 | 2011 | 2012 | 2013 | 2014 | 2015 | 2016 | 2017 | 2018 | 2019 | 2020  | 2021 | 2022 |
| ------------------------------------- | ---- | ---- | ---- | ---- | ---- | ---- | ---- | ---- | ---- | ----- | ---- | ---- |
| Classement mondial                    |      |      |      |      |      | 486e | 672e | 627e | 862e | 1569e | 544e | 605e |
| UCI Europe Tour                       | 476e | 338e | 244e | 85e  | 138e | 464e | 429e | 506e | 626e | 1168e | 437e | 468e |
|                                       |      |      |      |      |      |      |      |      |      |       |      |      |
| Légende : nc = non classéSource : UCI |      |      |      |      |      |      |      |      |      |       |      |      |